# Тор: Богът на гръмотевиците
„Тор: Богът на гръмотевиците“ (на английски: Thor) е американски филм от 2011 година, базиран на едноименния герой на Марвел Комикс и е четвърти подред в Киновселената на Марвел. Филмът има продължения –  и Отмъстителите от 2010 г. и Тор: Светът на мрака от 2013 г.

## Резюме
Епичното приключение на Тор се разпростира от Земята до света на Асгард. В центъра на всичко е могъщият Тор – силен, но арогантен воин, чиито безразсъдни действия възпламеняват древна война. Тор е прокуден на Земята, от баща си Один, и е принуден да живее сред хората. Красивата изследователка Джейн Фостър има дълбок ефект върху Тор, като тя се превръща в първата му любов. Тук Тор научава какво означава да е истински герой, докато доведения му брат Локи от Асгард, изпраща мрачните си сили, за да убие брат си.

## Актьорски състав
| Актьор                 | Роля                         |
| ---------------------- | ---------------------------- |
| Крис Хемсуърт          | Тор                          |
| Том Хидълстън          | Локи                         |
| Натали Портман         | Джейн Фостър                 |
| Стелан Скарсгорд       | Ерик Селвиг                  |
| Кат Денингс            | Дарси Луис                   |
| Антъни Хопкинс         | Один                         |
| Рене Русо              | Фрига                        |
| Идрис Елба             | Хаймдал                      |
| Джейми Александър      | Сиф                          |
| Рей Стивънсън          | Волстаг                      |
| Таданобу Асано         | Хогун                        |
| Джош Далас             | Фандрал                      |
| Колм Фиори             | Лофи                         |
| Кларк Грег             | Фил Колсън                   |
| Самюъл Джаксън         | Ник Фюри                     |
| Джереми Ренър          | Клинт Бартън / Ястребово око |
| Максимилиано Хернандез | Джаспър Ситуел               |
| Стан Лий               | Мъжът Стан                   |

## Награди и номинации
| Награда | Категория                          | Номиниран(и)           | Резултат  |
| ------- | ---------------------------------- | ---------------------- | --------- |
| Сатурн  | Най-добри костюми                  | Най-добри костюми      | награда   |
| Сатурн  | Най-добър фентъзи филм             | Най-добър фентъзи филм | номинация |
| Сатурн  | Най-добри декори                   | Най-добри декори       | номинация |
| Сатурн  | Най-добър актьор в поддържаща роля | Том Хидълстън          | номинация |